# Морро-Хабле (маяк)
Маяк Морро-Хабле (исп. Faro de Morro Jable) — действующий маяк на канарском острове Фуэртевентура. Маяк расположен на краю пляжа, недалеко от города и курорта Морро-Хабле.

## История
Маяк построен в 1991 году. Это самый высокий маяк на Канарских островах с башней высотой 59 метров, что выше, чем у маяка Маспаломас на Гран-Канарии высотой 56 метров и у маяка Печигера на Лансароте высотой 50 метров.
При фокусной высоте 62 метра над уровнем моря, его свет виден на расстоянии 17 морских миль. Характеристика огня — группо-проблесковый, две вспышки белого света каждые 10 секунд.
Маяк Морро-Хабле иногда путают со старым маяком XIX века Пунта-Хандия, который находится в 22 километрах на запад, на западном конце полуострова Хандия.